# Alan C. Burton
Alan Chadburn Burton (* 18. April 1904 in London; † 27. Juni 1979) war ein kanadischer Biophysiker.

## Leben
Burton war Physiklehrer, bevor er 1927 nach Kanada emigrierte und an der University of Toronto Physik studierte, an der er 1932 promoviert wurde. Seine Dissertation war über die Erwärmung von Elektrolyten mit Mikrowellen. Als Post-Doktorand war er an der University of Rochester und ab 1934 an der University of Pennsylvania. Im Zweiten Weltkrieg arbeitete er in Kanada an militärischer Schutzkleidung. Nach dem Krieg wurde er Professor für Biophysik an der University of Western Ontario und Gründer der ersten Abteilung für Biophysik an einer Medizinischen Fakultät in Kanada. 1970 wurde er emeritiert.
Er erhielt für seine Arbeit während des Zweiten Weltkriegs den MBE. Er war 1956 Präsident der American Physiological Society, 1966 der Biophysical Society und 1959 der Canadian Physiological Society. 1961 erhielt er den Canada Gairdner International Award. 2010 wurde er postum in die Canadian Medical Hall of Fame aufgenommen. Der Burton Point, eine Landspitze in der Antarktis, trägt seinen Namen.

## Schriften
- mit Otto G. Edholm: Man in a cold environment; physiological and pathological effects of exposure to low temperatures, London: Arnold 1955, New York: Hafner 1969
- Physiology and biophysics of the circulation; an introductory text, Chicago: Year Book Medical Publishers, 2. Auflage 1972
- Physiologie und Biophysik des Kreislaufs, Stuttgart: Schattauer 1969